# Rakove, Sînelnîkove
Rakove (în ucraineană Ракове) este un sat în comuna Mariivka din raionul Sînelnîkove, regiunea Dnipropetrovsk, Ucraina.

## Demografie
Componența lingvistică a localității Rakove
     Ucraineană (92,86%)
     Rusă (7,14%)
Conform recensământului din 2001, majoritatea populației localității Rakove era vorbitoare de ucraineană (92,86%), existând în minoritate și vorbitori de rusă (7,14%).